# Няня Матильда
Книги Няня Матильда были написаны британским детским автором Кристианной Брэнд (1907—1988). Книги были иллюстрированы её кузеном, Эдвардом Ардиззоуном. Брат и сестра слышали истории, на которых основаны книги, от своей бабушки.
Истории об ужасно уродливой няне, известной как няня Матильда, которая была настоятельно рекомендована г-ну и г-же Браун несколькими агентствами. Няня Матильда принимает домашнее хозяйство семьи Браун и становится нянькой неисчислимых детей Брауна. Дети Брауна «чрезвычайно непослушны» и отпугнули многих гувернанток изощрённо ужасным поведением — но лишь до тех пор, пока не приезжает няня Матильда.  Она учит детей хорошо себя вести. В конце концов дети становятся хорошими и приличными, и няня Матильда уезжает, чтобы сопроводить другую семью непослушных детей. Однако, в продолжении книги дети снова совершают плохие поступки, и у несчастных г-на и г-жи Браун нет иного выбора, чем послать за няней Матильдой снова. Во второй книге детей посылают жить к их властной Великой Тете Аделаиде в её Лондонское поместье. В третьей и заключительной книге они оказываются в больнице после шутки, которая пошла не так, как надо.

## Книги
1. Няня Матильда (1964)
2. Няня Матильда едет в город (1967)
3. Няня Матильда едет в госпиталь (1974)

## Экранизация
По мотивам книг был снят фильм Моя ужасная няня (2005), в котором есть только семь детей.
В книгах госпожа Браун жива, тогда как в фильме она умерла после родов младшего ребёнка, Агаты. Г-н Браун вынужден жениться на Селме Куикли.
Фильм 2010 года Моя ужасная няня 2 является вольной интерпретацией книг. Эмма Томпсон лично писала сценарий, стараясь как можно тщательнее адаптировать книги для экрана.